# 艦上攻撃機

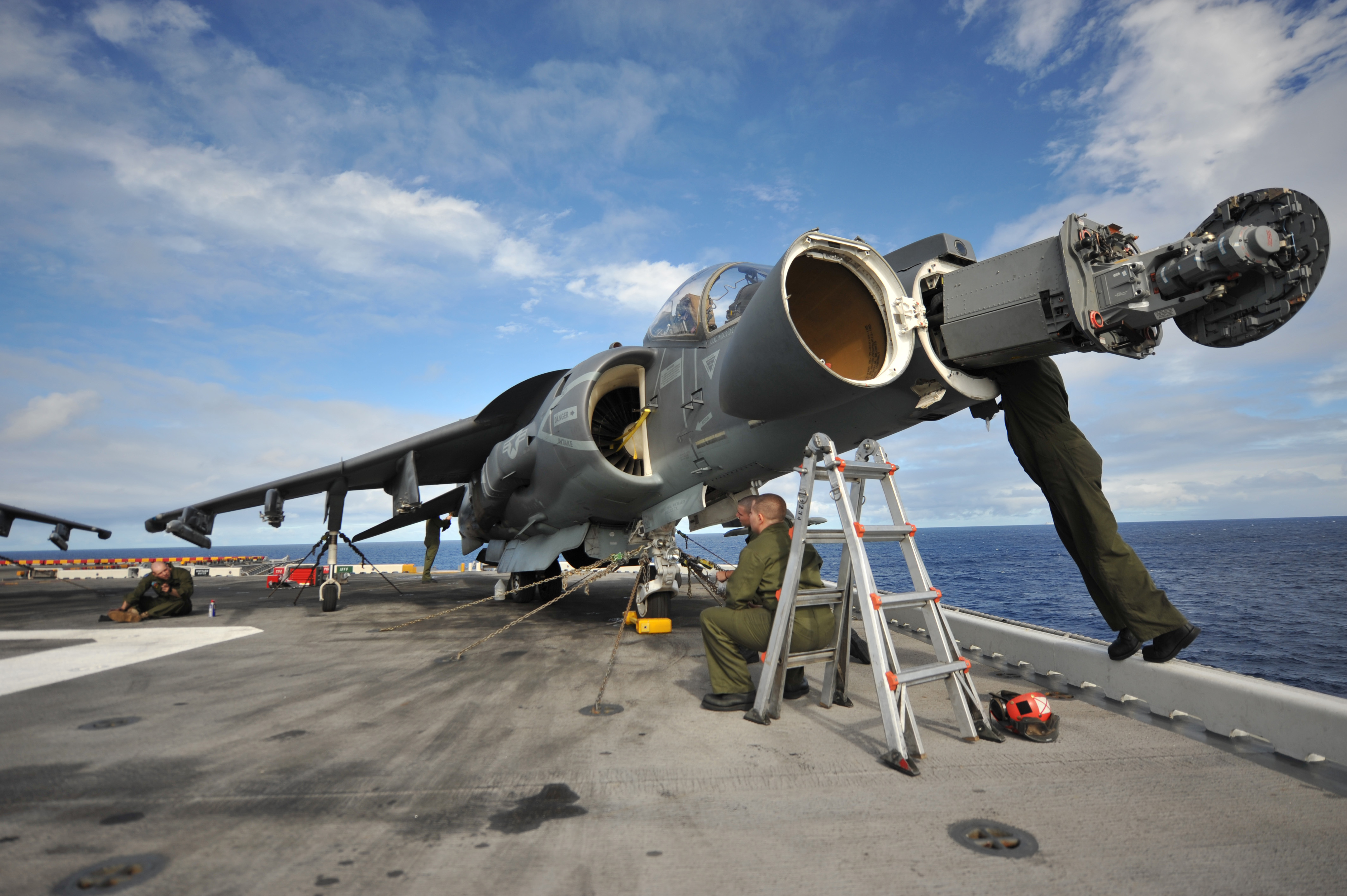
ハリアーIIはアメリカ、イタリア、スペインで運用されている。

艦上攻撃機（かんじょうこうげきき）は、航空母艦（空母）に搭載して運用する攻撃機。アメリカ海軍の場合、従来の雷撃機と艦上爆撃機とを統合するかたちで1946年に制定した。略して「艦攻」（かんこう）ともいう。

## 概要
元来、航空機による対水上戦は、航空機搭載爆弾による水平爆撃と航空魚雷による雷撃によって行われており、大日本帝国海軍ではこのための航空機を「攻撃機」と称した。このうち、航空母艦の艦上で運用するものが「艦上攻撃機」である。これに対し、陸上基地で運用するものは「陸上攻撃機」、また後に急降下爆撃が登場すると、これに対応した艦上機は「艦上爆撃機」（あるいは単に「爆撃機」）と称されるようになった。
一方、アメリカ海軍では、雷撃を主とする機体を「雷撃・爆撃機」（Torpedo bomber, TB）、爆撃を主とする機体を「偵察・爆撃機」（Scout bomber, SB）として配備した。しかし第二次世界大戦・中後期より発動機の強化などを背景に、これらを統合する動きが現れた。またロケット弾や誘導爆弾などの発達に伴い、航空魚雷が対艦兵器としての役割を終えて対潜兵器としての性格を強めていったこともあり、1946年には、アメリカ海軍は雷撃機という機能分類を廃止し、爆撃機とあわせて艦上攻撃機に統一した。
空母に搭載できる機数は限定されるため、作戦の多様性を維持するためには、艦載機（艦上機）は出来るだけ1機種で多くの任務をこなせることが望ましい。上述の艦上攻撃機と艦上爆撃機の統一もその考えに沿うものだが、近年ではそれが艦上戦闘機と艦上攻撃機の統一にも及んでいる。今日空母攻撃部隊の殆どはアメリカ海軍の運用するもの（空母打撃群）だが、アメリカ海軍からは、A-6イントルーダーの退役後、専用の艦上攻撃機は消滅し、F/A-18ホーネット戦闘攻撃機ファミリーが艦上攻撃機の任務を引き継いでいる。

## 代表例

### プロペラ機

#### 魚雷攻撃を行うもの
大日本帝国
- 一三式艦上攻撃機
- 八九式艦上攻撃機
- 九二式艦上攻撃機
- 九六式艦上攻撃機
- 九七式艦上攻撃機
- 天山

 アメリカ合衆国
- TBD デヴァステーター
- TBF/TBM アベンジャー

 イギリス
- クックー
- ソードフィッシュ
- アルバコア
- バラクーダ
- スピアフィッシュ
- ワイバーン[注釈 1]

 フランス
- PL 2
- PL 7

#### 魚雷攻撃・急降下爆撃兼用機
大日本帝国
- 流星
- 晴嵐 (水上攻撃機)

 アメリカ合衆国
- AD スカイレイダー[注釈 2]
- AM モーラー

### ジェット機
ジェット機になってからは、雷撃と急降下爆撃は廃れている。
 アメリカ合衆国
- A-3（A3D）スカイウォリアー[注釈 3]
- A-4（A4D） スカイホーク
- A-5（A3J） ヴィジランティ
- A-6（A2F） イントルーダー
- A-7 コルセア II
- AV-8A/C ハリアー
- AV-8B ハリアー II

 イギリス
- シミター
- バッカニア
- ハリアーGR.7/9[注釈 4]

 フランス
- エタンダールIV M[注釈 5]
- シュペルエタンダール

 ソビエト連邦
- Yak-38[注釈 6]